# Segue 1
Segue 1 és una galàxia nana esferoidal o cúmul globular situat a la constel·lació del LLeó descoberta per l'Sloan Digital Sky Survey. S'hi troba a una distància d'uns 23 kpc (uns 75.000 anys llum) del Sol i s'allunya del Sol a una velocitat d'uns 206 km/s. El Segue 1 té una forma sensiblement allargada (relació d'eixos ~ 2: 1) amb un radi de mitja llum d'aproximadament 30 pc. Aquest allargament pot ser causat per les forces de marea que actuen des de la galàxia de la Via Làctia si la Segue 1 s'està desorganitzant de manera òptima.
El nom és a causa que va ser trobat pel programa de SEGUE, de l'Sloan Digital Sky Survey.

## Propietats
Segue 1 és un dels satèl·lits més petits i dèbils de la Via Làctia, la seva lluminositat integrada és aproximadament 300 vegades la del Sol (magnitud absoluta visible d'aproximadament -1,5), molt més petita que la lluminositat d'un clúmul globular típic. Les observacions indiquen que la seva massa és d'aproximadament 600.000 masses solars, cosa que significa que la relació entre la massa i la llum de Segue 1 és d'uns 3400. [5] El Segue 1 tenia la relació massa-llum més alta coneguda a una galàxia a partir del 2011. Una elevada relació massa-llum implica que el Segue 1 pot estar dominat per la matèria fosca. Tanmateix, és difícil estimar la massa d'aquests objectes febles a causa d'una contaminació important en primer pla, que influeix la dispersió de la velocitat. A més, qualsevol estimació massiva es basa en una suposició implícita que un objecte està lligat gravitatòriament, cosa que pot no ser certa si l'objecte es troba en un procés de disrupció.
La població estel·lar de Segue 1 consta principalment d'estrelles antigues formades fa més de 12 mil milions d'anys. La metal·licitat d'aquestes estrelles antigues també és molt baixa a [Fe / H] ≈ -2,5 ± 0,8, cosa que significa que contenen 300 vegades menys elements pesants que el Sol. Actualment, no hi ha formació estel·lar de Segue 1. Les mesures fins ara no han pogut detectar hidrogen neutre en ell: el límit superior és de 13 masses solars. Hi ha una estimació de aproximadament 1.000 estrelles dins de l'objecte. D'aquests, 7 s'han trobat a l'etapa gegant vermella de la seva vida. La composició química de Segue 1 indica que no s'ha produït cap evolució química substancial des que es va formar la galàxia, donant suport a la idea que pot ser una primera galàxia supervivent que va experimentar només un esclat de formació d'estrelles, una galàxia fòssil de l'univers primerenc.
El Segue 1 està situat al bell mig del corrent de Sagitari i aproximadament a la mateixa distància del Sol. Pot haver estat un cúmul global de la galàxia el·líptica nana de Sagitari, que després va ser despullada d'ella per les forces de marea que actuaven de la Via Làctia. Tanmateix, estudis més recents van concloure que el Segue 1 no està associat en realitat amb el fluxde Sagitari i que no s'està desbaratant de manera òptima. Si Segue 1 és una galàxia, potser hauria estat una satèl·lit de la nana el·líptica de Sagitari en el passat.